# كاليب بوستك
كاليب بوستك (بالإنجليزية: Caleb Bostic)‏ هو لاعب كرة قدم أمريكية أمريكي، ولد في 25 أغسطس 1988 في كولومبوس في الولايات المتحدة.